# Le Mont-Saint-Michel
Le Mont-Saint-Michel – gmina we Francji, w regionie Normandia, w departamencie Manche.
Według danych na rok 1990 gminę zamieszkiwały 72 osoby, a gęstość zaludnienia wynosiła 18 osób/km². 
Gmina obejmuje m.in. wzgórze Mont Saint-Michel. U podnóża góry rejestruje się najwyższą w Europie amplitudę pływów - 15,9 m. Podczas przypływu wody morskie odcinają wzgórze od stałego lądu. Wówczas staje się ono wyspą połączoną z lądem wąską groblą. Znajduje się tutaj średniowieczne opactwo św. Michała Archanioła.